# Марк Юний Силан (претор 212 пр.н.е.)
Вижте пояснителната страница за други личности с името Юний Силан.
Марк Юний Силан (на латински: Marcus Iunius Silanus; † след 206 пр.н.е.) е политик и сенатор на Римската република през началото на 3 век пр.н.е.
Принадлежи към клон Юний Силан на фамилията Юнии.
За пръв път е споменат през 216 пр.н.е., когато е извикан на помощ от жителите на Неапол, преди да ги нападне Ханибал. През 212 пр.н.е. той е избран за претор и е с два легиона две години в Етрурия. През 210 пр.н.е. става пропретор в Испания на мястото на Гай Клавдий Нерон, където е дълги години подгенерал при Сципион Африкански. С 3000 инфантеристи и 500 кавалеристи той заема своя пост на р. Ебро. Един от най-големите успехи на Силан е през 207 пр.н.е., когато по заповед на Сципион нахлува в тероторията на келтиберите и побеждава Магон Барка (най-малкият брат на Ханибал) и Хано (Hanno), който попада в плен.
През 206 пр.н.е. допринася за победата на Сципион Африкански против картагенската войска в битката при Илипа. Той командва с Луций Марций Септим лявото крило на войската. Тази победа прекратява картагенското, пунийско владение на Испания.
Силан е главнокомандващ на войската, когато Сципион Африкански пътува до царете Сифакс и Масиниса в Западна Нумидия. Главнокомандващ е на римските войски с Луций Марций Септим, когато Сципион Африкански напуска Испания и отпътува за Рим (в края на 206 пр.н.е.). Такъв е, докато дойдат последниците на Сципион, проконсулите Луций Корнелий Лентул и Луций Манлий Ацидин.